# Piękna niewolnica
Piękna niewolnica (fr. La Belle captive) – francuski film poetycki z 1983 roku, w reżyserii Alain Robbe-Grilleta do własnego scenariusza.

## Opis fabuły
Alain Robbe-Grillet, przedstawiciel eksperymentalnej prozy francuskiej tzw. nowej powieści (nouveau roman), a jednocześnie reżyser filmowy, przywołuje niepokojący świat wyobrażeń z pogranicza snu i rzeczywistości. Marie-Ange uwodzi mężczyznę, z którym spędza noc, a następnie znika. Akcja przenosi się do realiów opresyjnego świata bliżej nieokreślonego reżymu totalitarnego i oparta jest na luźnych skojarzeniach obrazowych, w których odwołuje się do nadrealistycznych wizji René Magritte'a.

## Nagrody i nominacje
Złoty Niedźwiedź
- 1983 – Nominacja: Udział w konkursie głównym Alain Robbe-Grillet.